# Bernhard Friedrich Kuhn
Bernhard Friedrich Kuhn (getauft am 26. September 1762 in Grindelwald; † 4. Februar 1825 in Avenches) war ein Schweizer Jurist und als Vertreter der Unitarier einer der bedeutendsten Politiker der Helvetischen Republik. Ausserdem machte er sich als einer der Väter des Aktualismus und Begründer der Gletscherkunde verdient.

## Biografie
Bernhard Friedrich Kuhn war der Sohn des reformierten Pfarrers und Arztes von Grindelwald, Friedrich Kuhn. Über sein frühes Leben ist wenig bekannt, nicht einmal sein genaues Geburtsdatum. Am 26. September 1762 wurde er in Grindelwald getauft. Er studierte Theologie, Rechts- und Naturwissenschaften und war ein Gründungsmitglied der Naturforschenden Gesellschaft in Bern. Vielleicht angeregt durch die Abhandlung von J. A. Höpfner über die Einwohner und die Talschaft von Grindelwald, beschrieb er in den Jahren 1787 und 1788 bei strenger Anwendung des aktualistischen Prinzips den Mechanismus der Gletscher, die Moränen und die Gletscherschrammen an den Talwänden. Endmoränenwälle im genutzten Land sah er als Beleg für frühere Gletschervorstösse, z. B. den kräftigen Vorstoss im Jahr 1600. Mit dem Nachweis von Altmoränen war auch die Suche nach den Schwankungen der Vergletscherung eingeleitet. Auch in neueren Arbeiten wird sein Wirken in Erinnerung gehalten.
1787 wurde er Professor für Vaterländisches Recht (Ius publicum Helvetiae) an der Berner Akademie und war als Anwalt tätig.
Als 1798 die Franzosen in die Eidgenossenschaft einmarschierten und den Stadtstaat Bern direkt bedrohten, meldete sich Kuhn trotz seiner Gegnerschaft zum aristokratischen Regime des bernischen Patriziats freiwillig als Offizier und nahm an den Kampfhandlungen im Rahmen des Franzoseneinfalls teil. Am 12. April 1798 wurde er zum ersten Präsidenten des Grossen Rats der Helvetischen Republik gewählt, am 4. April 1799 zum Zivilkommissär bei der Helvetischen Armee unter General Keller und Generalstabschef Salis-Seewis, die an der Seite der französischen Armée du Danube unter Massena die Nordostschweiz gegen die Invasion österreichischer Truppen unter Erzherzog Karl und Hotze verteidigte. Obwohl entschiedener Anhänger der neuen einheitsstaatlichen Ordnung der Republik, vertrat er innerhalb der Partei der Unitarier eher gemässigte Positionen und wird auch der Gruppierung der Republikaner zugeordnet. Am 8. Januar 1800 beteiligte er sich am Staatsstreich der Republikaner gegen das Direktorium der Helvetischen Republik und publizierte noch im gleichen Jahr eine vielbeachtete Abhandlung, in der er eine gemässigt-unitarische Position in Hinblick auf die Erarbeitung einer neuen Verfassung für die Helvetische Republik darlegte und sich gegen den Föderalismus wandte.
Kuhn war während der Helvetik einer der bedeutendsten Politiker des Landes und war an allen Umwälzungen, Staatsstreichen und Umstürzen beteiligt. Er wurde am 7. August Mitglied des Vollziehungsrates, der neuen Regierung der Helvetischen Republik, und nach einer erneuten Umwälzung am 7. September 1801 Präsident der neuen helvetischen Tagsatzung, die gemäss der Verfassung von Malmaison gebildet worden war. Als unter seiner Führung die Tagsatzung die Verfassung im Sinn der unitarischen Mehrheit zu revidieren begann, wurde die Tagsatzung im Rahmen des dritten Staatsstreichs der Föderalisten vom 27./28. Oktober 1801 aufgelöst und Kuhn wie die anderen Unitarier aus allen Ämtern gedrängt. Kuhn beteiligte sich in der Folge im April 1802 am vierten Staatsstreich der Unitarier. Auf seine Initiative wurde durch eine Notablenversammlung die zweite Helvetische Verfassung ausgearbeitet und nach der ersten Volksabstimmung in der Geschichte der Schweiz in Kraft gesetzt. Als Regierungskommissär wurde er von der neuen Regierung in die Waadt gesandt, um mit den aufständischen Bauern zu verhandeln, die sich gegen die Wiedereinführung der alten Grundzinsen wehrten (→ Bourla-Papey-Aufstand). Im Juli 1802 wurde er Minister des Justiz- und Polizeiwesens, trat jedoch kurze Zeit später zurück, weil seine Reformprojekte keine Unterstützung fanden.
Nach dem neuerlichen Sturz der Regierung nahm Kuhn 1803 an der Helvetischen Consulta in Paris als Vertreter der Unitarier teil. In der Mediationszeit zog er sich aus der aktiven Politik zurück und nahm seine Lehrtätigkeit an der Berner Akademie wieder auf. Nach dem Tod seiner Frau 1815 verschlechterte sich sein Geisteszustand derart, dass er in eine Anstalt in Avenches eingewiesen werden musste, wo er 1825 starb.

## Werke (Auswahl)
- Versuch über den Mechanismus der Gletscher. In: Magazin für die Naturkunde Helvetiens (Zürich: A. Höpfner Ed.) 1 (1787), S. 117–136.
- Nachtrag zu dem Versuche über den Mechanismus der Gletscher. In: Magazin für die Naturkunde Helvetiens (Zürich: A. Höpfner Ed.) 2 (1788), S. 427–436.
- Entwurf eines Reglements für die beyden Räthe der einen und untheilbaren helvetischen Republik, im Namen der Commission. 1798.
- Meynung über die Aufhebung der Feodal-Rechte (Meinung über die Aufhebung der Feudalrechte). Bern: E. Hortin 1798.
- Ueber das Einheitssystem und den Föderalismus als Grundlagen einer künftigen helvetischen Staatsverfassung. Bern: Gessner 1800.
- Befinden über die Standesbestimmung der unehelichen Kinder. Bern 1817.